# Торпедна канонерска лодка
Торпедната канонерска лодка (на английски: torpedo gunboat или torpedo catcher – „ловци на миноносци“) е специален подклас канонерски лодки.
Предназначена е за борба с миноносците на противника. В ред флоти торпедните канонерски лодки се наричат още торпедни крайцери. Във Великобритания в края на ХІХ век са построени четири серии кораби от този клас, но нито един от тях „не успява в пълна степен да удовлетвори предявените към тях изисквания: водоизместомостта на торпедните канонерки се оказва прекалено голяма, а въоръжението им прекалено тежко“.